# Dalea foliolosa
Dalea foliolosa es una especie de planta herbácea perteneciente a la familia de las leguminosas. Es originaria de México.

## Descripción
Es una planta anual. Tiene las hojas divididas en foliolos, parecidas a plumas. Flores en espigas, poco abundantes que se localizan en las puntas de las ramas, los pétalos son de color rojo-rosa o púrpura, con una especie de labio amplio de color blanco.

## Distribución y hábitat
Se distribuye desde México hasta Colombia donde está presente en climas semisecos y templados entre los 1040 y los 2500 m s. n. m., asociada al bosque tropical caducifolio, matorral xerófilo, bosque de encino y pastizal perturbado.

## Propiedades
En Guanajuato se le atribuyen propiedades desinflamatorias y odontológicas. En Oaxaca se emplea en el tratamiento de la tristeza o melancolía, además de ser utilizada para realizar limpias.

## Taxonomía
Dalea foliolosa fue descrita por (Aiton) Barneby y publicado en Phytologia 26(1): 1. 1973.
Etimología
El género fue nombrado en honor del boticario inglés Samuel Dale (1659-1739).
foliolosa: epíteto latíno que significa "con pequeñas hojas".
Variedades
- Dalea foliolosa var. citrina (Rydb.) Barneby
- Dalea foliolosa var. foliolosa (Aiton) Barneby

Sinonimia
- Dalea citriodora (Cav.) Willd.
- Dalea platystegia S.Schauer
- Dalea polyphylla M.Martens & Galeotti
- Dalea roseola (Rydb.) Cowan
- Parosela citriodora (Cav.) Rose
- Parosela polyphylla (M.Martens & Galeotti) Rose
- Parosela roseola Rydb.
- Psoralea citriodora Cav.
- Psoralea citrodora Sesse & Moc.
- Psoralea foliolosa Aiton[5]

var. citrina (Rydb.) Barneby
- Dalea citrina (Rydb.) Bullock
- Dalea vernicia (Rose) Greenm.
- Parosela citrina Rydb.
- Parosela vernicia Rose
- Parosela vernicia var. citrina (Rydb.) J.F.Macbr.

var. foliolosa (Aiton) Barneby
- Dalea citriodora Hook. & Arn. ex Hemsl.

## Nombre común
- Mezquitillo, mezquitillo del campo, toronjil, Limoncillo.